# Москаленко Віктор Петрович
Віктор Петрович Москаленко (4 грудня 1960, Одеса, УРСР) — іспанський (раніше український) шахіст, гросмейстер (1992). Чемпіон України 1987 року.
Рейтинг станом на січень 2016 року — 2525 (580-е місце у світі, 15-е — в Іспанії).

## Результати виступів у чемпіонатах України
Віктор Москаленко зіграв у 11 фінальних турнірах чемпіонатів України, набравши загалом 70 зі 122 можливих очок (без врахування турніру 1980 року).
| Рік  | Місто           | Турнір                 | + | − | =  | Результат | Місце      |
| ---- | --------------- | ---------------------- | - | - | -- | --------- | ---------- |
| 1979 | Дніпропетровськ | 48-й чемпіонат України | 4 | 2 | 3  | 5½ з 9    | 15         |
| 1980 | Харків          | 49-й чемпіонат України |   |   |    | ? з 13    | нижче 6-го |
| 1981 | Ялта            | 50-й чемпіонат України | 2 | 6 | 6  | 6 з 14    | 15         |
| 1983 | Мелітополь      | 52-й чемпіонат України | 5 | 1 | 3  | 6½ з 9    | Bronze     |
| 1984 | Київ            | 53-й чемпіонат України | 4 | 1 | 10 | 9 з 15    | Bronze     |
| 1986 | Київ            | 55-й чемпіонат України | 5 | 2 | 8  | 9 з 15    | 5          |
| 1987 | Миколаїв        | 56-й чемпіонат України | 6 | 2 | 7  | 9½ з 15   | Gold       |
| 1988 | Львів           | 57-й чемпіонат України | 2 | 5 | 8  | 6 з 15    | 12—15      |
| 1990 | Сімферополь     | 59-й чемпіонат України | 3 | 3 | 4  | 5 з 10    | 6          |
| 1996 | Ялта            | 65-й чемпіонат України | 6 | 3 | 2  | 7 з 11    | 13 — 18    |
| 1997 | Алушта          | 66-й чемпіонат України |   |   |    | 6½ з 9    | 4          |

## Турнірні досягнення
- Львів (1988) — 2-4-е;
- Будапешт (відкритий чемпіонат Угорщини) — 1-е;
- Белград (1988) — 16-46-е;
- Одеса (меморіал Б. Верлинського, 1989) — 3-6-е місця.

## Книги
- The Fabulous Budapest Gambit. Interchess BV, Alkmaar 2007, ISBN 978-90-5691-224-6.
- The Flexible French. New in Chess, Alkmaar 2008, ISBN 978-90-5691-245-1.
- Revolutionize Your Chess. New in Chess, Alkmaar 2009, ISBN 978-90-5691-295-6.
- The Wonderful Winawer. New in Chess, Alkmaar 2010, ISBN 978-90-5691-327-4.